# Marlena Shaw
Marlena Shaw (New Rochelle (New York), 22 september 1942 – 19 januari 2024), geboren als Marlina Burgess, was een Amerikaanse zangeres.

## Biografie
Shaw studeerde aan het New York State Teachers College (later hernoemd naar State University of New York) in Potsdam (New York). Ze werd door haar oom Jimmy Burgess geïntroduceerd op het podium. Hij was een jazztrompettist bij de pianist Horace Silver. Jimmy nam zijn nichtje mee op het podium in het bekende Apollo Theater in New York. Ze was toen tien jaar oud. Zelf zei ze ooit tegen The New York Times dat haar oom haar veel had laten luisteren naar de platen van Dizzy Gillespie, Miles Davis en Al Hibbler en naar gospelmuziek.
Het publiek in New York had haar aangemoedigd om vaker op het podium te staan. Haar moeder wilde dit niet, omdat ze nog een tiener was. In plaats daarvan ging ze muziek studeren aan The New York State Teachers College in Potsdam. Maar ze stopte ermee, trouwde en kreeg vijf kinderen, van wie de twee jongsten een tweeling waren. Ondanks het gezinsleven bleef ze dromen van een muziekcarrière en zong af en toe in kleine clubs.
Ze deed auditie bij de bekende John Hammond, scout van het Columbia-label. Doordat ze erg nerveus was mislukte de hele auditie. Maar ze liet zich niet uit het veld slaan en in 1964 en 1965 ging ze door met zingen in kleine clubs.
Ze kreeg een mysterieuze ziekte waardoor haar stem aangetast werd. Ze kon alleen nog maar communiceren via geschreven briefjes. Dit duurde een aantal maanden. Daarna probeerde ze het in 1966 nog een keer in de Playboy Club-keten in Chicago, maar de carrière ging bergafwaarts.
Door de relatie die ze had met de Playboy Clubs, kreeg Shaw een contract met het platenlabel Chess Records in Chicago. Dit label was georiënteerd op blues. Tevens hadden ze bijvoorbeeld ook Chuck Berry ontdekt. Ze maakte de vocale hit Mercy, mercy, mercy in 1966. Dat was oorspronkelijk een instrumentaal nummer van Cannonball Adderley. In 1968 mocht ze haar eerste LP Out of Different Bags bij Cadet maken, een sublabel van Chess. Het was een mix van de muziekstijlen jazz, blues en southern soul.
Ondertussen ging ze bij het orkest van Count Basie zingen. Tijdens de eerste oefensessie in het Sands hotel in Las Vegas in 1966, dacht ze dat ze het alweer niet gered had. Basie liep namelijk weg tijdens het eerste nummer dat ze zong. Maar hij kwam terug met twee glazen wijn, verwelkomde haar en zei: "Save your voice, sugar, you're going to need it for tonight." Aldus Shaw tijdens een interview dat ze later gaf.
Shaws tweede en tevens laatste album voor Cadet kwam in 1969 uit. Spice of Life bevat nummers die worden aangemerkt als haar beste liedjes. Ze kwam in haar disco-periode. Woman of the Ghetto en California Soul (geschreven door het duo Ashford & Simpson) vielen goed in die periode, al waren niet alle jazzliefhebbers het daarmee eens. Woman of the Ghetto was een jazzy popliedje dat politiek getint was. Het leek veel op de nummers van The Temptations en Marvin Gaye. "My children learn just the same as yours/As long as no one tries to close the door", zong Shaw. California Soul werd vaak gecoverd en is gesampeld op de hiphop-opname Check the Technique van Gang Starr.
In de jaren zeventig kwam ze weer terug met jazznummers. Ze was bij het label Blue Note aangesloten, als eerste vrouwelijke artiest. Voor dit label heeft ze vijf albums gemaakt. In 1977 tekende ze een contract bij het Columbia-label. Met dit label maakte ze drie albums. Disco werd een belangrijk genre rond die tijd. De single Go Away Little Boy werd een bekende hit van haar. Ook de discoperiode is niet aan haar voorbij gegaan en ze heeft relevante discosongs gemaakt: "Pictures and Memories" (1977) en "Touch Me in the Morning" (1979). De single Don't Ask to Stay Until Tomorrow, van het album Acting Up uit 1978, werd het themaliedje van de film Looking for Mr. Goodbar. In 1979 maakte ze met de Suite Seventeen een disco-medley die een alltimeklassieker op de dansvloer is geworden.
In de jaren tachtig maakte Shaw jazz- en dancealbums. Is It Love (1986) en Love Is in Flight (1988) heeft ze gemaakt voor het jazzlabel Verve Records, Dangerous (1996) en Elemental Soul maakte ze voor het jazzlabel Concord Jazz.
Shaw werd weer bekend in de jazzclubs. Men vond haar zelfgeschreven nummers, haar humor tijdens de concerten en de manier waarop ze zong, het zogenoemde scatzingen, formidabel. Ze ging internationaal op tournee in onder meer Engeland en Japan. In 2004 kwamen nog twee compilatiealbums uit: Lookin' for Love en een liveconcertalbum van drie avonden in het Jazz Cafe dat opgenomen was in Londen. In 1997 gebruikte Blue Boy haar stem in "Remember Me". St. Germain gebruikte in 2000 een sample van een live-uitvoering van Shaw's Woman of the Ghetto voor zijn hit Rose Rouge. In 1999, 2001 en 2007 stond Shaw op North Sea Jazz.
Shaw overleed op 19 januari 2024 op 81-jarige leeftijd.

## Discografie (selectie)
- 1967: Out of Different Bags
- 1969: Spice of Life
- 1972: Marlena
- 1973: Live at Montreux
- 1974: Who is This Bitch, Anyway?
- 1976: Just a Matter of Time
- 1977: Sweet Beginnings
- 1978: Acting Up
- 1979: Suite Seventeen (12 inch)
- 1980: Take a Bite
- 1982: Let Me in Your Life
- 1986: It Is Love
- 1988: Love Is in Flight
- 1996: Dangerous
- 1997: Elemental Soul
- 2000: Anthology
- 2002: Live in Tokyo
- 2003:  Lookin' for Love
- 2003:  The Blue Note Years